# 奥田花
奥田 花（おくだ はな、1994年10月6日 - ）は、日本の元女子バスケットボール選手である。ポジションはスモールフォワード。Wリーグの東京羽田ヴィッキーズに所属していた。

## 来歴
東京都出身。
八雲学園高校、拓殖大で全国大会を経験。
2017年1月、アーリーエントリーで東京羽田ヴィッキーズに加入。
2023年、引退。